# Miracles in December
Miracles in December (en hangul, 12월의 기적; en hanja, 十二月的奇迹) es el segundo EP de la boyband chino-surcoreana EXO. Que fue lanzado por la discográfica S.M. Entertainment el 9 de diciembre de 2013. Fue presentado como un álbum especial de invierno, Miracles in December es el seguimiento al primer álbum de estudio del grupo XOXO cual fue lanzado en junio de 2013. Como toda la música de grupo, el EP cuenta con versiones en coreano y chino. La EP es también segundo lanzamiento de grupo así como primer EP para ser promovido ampliamente como un grupo combinado. Sus sencillos principales fueron «Miracles in December» y «Christmas Day».

## Antecedentes y grabación
A principios de noviembre de 2013, la agencia de EXO, S.M. Entertainment, había anunciado que el grupo celebraría un concierto en conjunto titulado «Christmas Wonderland», con f(x) del 24 al 25 de diciembre. El 3 de diciembre un vídeo musical de 2-3 minutos en chino y coreano fueron lanzados. El 4 de diciembre, los vídeos musicales de «Miracles in December» se lanzaron en YouTube.
Se publicaron en dos idiomas diferentes, coreano y mandarín. Una balada pop con un acompañamiento de piano clásico, el sencillo «Miracles in December», fue escrito por Andreas Stone Johansson y Rick Hanley. Sin embargo, la canción fue interpretada solo por cuatro miembros de EXO: Baekhyun, D.O y Chen grabaron la versión coreana, mientras al mismo tiempo Baekhyun, Chen y Luhan grabaron la versión china. Actuaciones especiales de los cuatro miembros (Baekhyun, D.O., Chen y Luhan) y con Lay en el piano, realizaron a menudo la canción en programas de música en vivo para la televisión como Inkigayo y Music Bank.

## Lanzamiento y promoción
Los vídeos musicales de «Miracles in December» (en coreano y mandarín) fue dirigido por Jo So-hyun y fue filmado en Paju, Gyeonggi en un estudio en Ilsan cerca de Seúl. El 5 de diciembre, EXO celebró sus actuaciones del debut del álbum con «Miracles in December» en el programa de Mnet M! Countdown.
El EP Miracles in December fue lanzado el 9 de diciembre de 2013. El grupo organizó la versión coreana de «Christmas Day» en M! Countdown el 19 de diciembre. En las actuaciones destacadas se presentaron los doce miembros de EXO con el acompañamiento de coreografía producida por Tony Testa y Greg Hwang. El EP  terminó en los números 1 y 2, semanal y mensual en Gaon Albums Chart de ambas versiones. El sencillo «Miracles in December» (en la versión coreana) alcanzó el número 2 en Weekly Digital Singles Chart de Gaon y número 3 en Billboard's Korea K-Pop Hot 100. La versión mandarín de la canción fue número 47 en Gaon Chart, pero remató en Gaon International Singles Chart. También fue a número 7 en Baidu Charts de China. La edición coreana de «Christmas Day» alcanzó el número 5 y 38 en las listas semanales del Gaon y Korea K-Pop Hot 100, respectivamente y la edición en mandarín alcanzó el número 10 en listas de Baidu.

## Lista de canciones
| Versión coreana |                                                                                             |                |                                                          |                     |          |  |
| N.º             | Título                                                                                      | Letras         | Música                                                   | Traducción          | Duración |  |
| 1.              | «12월의 기적 (Miracles in December)» (Sibiweolwi Gijeok, canción por Baekhyun, Chen, D.O)   | Sarah Yoon     | Andreas Stone Johansson, Rick Hanley                     | Miracle of December | 4:34     |  |
| 2.              | «Christmas Day» (canción por: Suho, Xiumin, Luhan, Baekhyun, Chen, Lay, D.O)                | Misfit         | Gabriela Soza, Samantha Powell, Philip Hochstrate        |                     | 3:46     |  |
| 3.              | «The Star» (canción por Suho, Kris, Baekhyun, Chanyeol, D.O, Kai, Sehun)                    | Soulfulmonster | Kei Lim Kwang-wook, Martin Mulholland, Nermin Harambasic |                     | 4:07     |  |
| 4.              | «My Turn To Cry» (canción por Baekhyun, Chen, D.O)                                          | Kim Young-hu   | Alex Cantrall, Jeff Hoeppner, Phillip Anthony White      |                     | 4:07     |  |
| 5.              | «첫 눈 (The First Snow)» (Cheot Nun, canción por Suho, Baekhyun, Chanyeol, D.O, Kai, Sehun) | Kenzie         | Kim Jung-bae, Kenzie                                     | First Snow          | 3:27     |  |
| 6.              | «12월의 기적 (Miracles in December) – Versión clásica de orquesta» (Sibiweolwi Gijeok)      |                | Johansson, Hanley                                        | Miracle of December | 4:33     |  |

| Versión china | |          |                                                          |                      |          |  |
| N.º           | Título | Letras   | Música                                                   | Traducción           | Duración |  |
| 1.            | «十二月的奇迹 (Miracles in December)» (Chino tradicional: 十二月的奇蹟; Shíèryuè de Qíjì, canción por Baekhyun, Chen, Luhan) | Liu Yuan | Andreas Stone Johansson, Rick Hanley                     | Miracles of December | 4:33     |  |
| 2.            | «圣诞节 (Christmas Day)» (canción por: Suho, Xiumin, Luhan, Baekhyun, Chen, Lay, D.O)                                        |          | Gabriela Soza, Samantha Powell, Philip Hochstrate        | Christmas            | 3:46     |  |
| 3.            | «The Star» (canción por Xiumin, Luhan, Baekhyun, Kris, D.O, Chen, Lay, Tao)                                                  |          | Kei Lim Kwang-wook, Martin Mulholland, Nermin Harambasic |                      | 4:07     |  |
| 4.            | «爱离开 (My Turn To Cry)» (canción por Baekhyun, Chen, Luhan)                                                                |          | Alex Cantrall, Jeff Hoeppner, Phillip Anthony White      | 愛離開; Ài Líkāi'    | 4:07     |  |
| 5.            | «初雪 (The First Snow)» (Chūxuě, canción por Xiumin, Luhan, Kris, Chen, Lay, Tao)                                            |          | Kim Jung-bae, Kenzie                                     | First Snow           | 3:27     |  |
| 6.            | «十二月的奇迹 (Miracles in December) – Versión clásica de orquesta» (Shíèryuè de Qíjì)                                       |          | Johansson, Hanley                                        | Miracle of December  | 4:33     |  |

## Posicionamientos en listas
Versiones Coreana y China
| China Weekly Sino Chart                   | 2  | 1  |
| South Korea Gaon Weekly Albums Chart      | 1  | 2  |
| Japan Oricon Weekly Albums Chart          | 7  | 20 |
| South Korea Gaon Monthly Albums Chart     | 1  | 2  |
| Japan Oricon Monthly Albums Chart         | 24 | 48 |
| South Korea Gaon 2013 Yearly Albums Chart | 4  | 10 |
| South Korea Gaon 2014 Yearly Albums Chart | 34 | 66 |

Versión combinada
| Lista                              | Posición |
| ---------------------------------- | -------- |
| Billboard World Albums Chart       | 1        |
| Taiwan G-Music's Combo Album Chart | 7        |

## Ventas y envíos

### Ventas del álbum
| Lista                | Ventas                    |
| -------------------- | ------------------------- |
| Japón (Oricon)       | 11,734 (Versión china)    |
| Japón (Oricon)       | 24,530 (Versión coreana)  |
| Corea del Sur (Gaon) | 199,317 (Versión china)   |
| Corea del Sur (Gaon) | 328,727 (Versión coreana) |

## Historial de lanzamiento
| Región        | Fecha                   | Formato             | Discográfica                |
| ------------- | ----------------------- | ------------------- | --------------------------- |
| Todo el mundo | 9 de diciembre de 2013  | CD descarga digital | S.M. Entertainment          |
| Corea del Sur | 9 de diciembre de 2013  | CD descarga digital | S.M. Entertainment KT Music |
| Taiwán        | 17 de diciembre de 2013 | CD                  | Avex Taiwán                 |
| Tailandia     | 20 de diciembre de 2013 | CD                  | S.M. True                   |